# Gemeinsames Europäisches Kaufrecht
Das Gemeinsame Europäische Kaufrecht (GEK; englisch Common European Sales Law, CESL), auch Einheitskaufrecht, Europäisches Kaufrecht oder optionales Instrument genannt, ist ein Verordnungsvorschlag der Europäischen Kommission vom 11. Oktober 2011, KOM(2011), 635. Es enthält kaufrechtliche Vorschriften, die nach einer Anwahl durch die Parteien (opt-in) Anwendung finden und grenzüberschreitende Kaufverträge effizienter gestalten sollen. Der Vorschlag wurde 2020 durch die Kommission zurückgenommen.

## Anwendungsbereich und Funktionsweise
Das GEK soll sachlich zumindest auf grenzüberschreitende Warenkaufverträge Anwendung finden. Hinsichtlich der persönlichen Anwendbarkeit soll es sowohl für das Verhältnis zwischen Groß- und Kleinunternehmen (B2KMU) als auch für das Verhältnis von Unternehmern zu Verbrauchern (B2C) wählbar sein, anders als das UN-Kaufrecht, welches nur zwischen Unternehmern anwendbar ist. Im Gegenzug soll das GEK nur bei Anwahl durch die Parteien anzuwenden sein (opt-in-Lösung), nicht bereits – wie das UN-Kaufrecht – automatisch außer im Fall einer aktiven Abwahl (opt-out-Lösung).

## Diskussion
Der Verordnungsvorschlag wird derzeit kontrovers diskutiert und ist Gegenstand zahlreicher Tagungen und Fachartikel. Für die deutsche Rechtswissenschaft wirft das Europäische Kaufrecht zahlreiche noch ungeklärte Fragen auf. Sowohl hinsichtlich des Anwendungsbereichs des Europäischen Kaufrechts als auch dem Verhältnis zum internationalen Privatrecht besteht in der Literatur keine Einigkeit.
Vermeintliche Vorteile insbesondere:
- Vorhersehbarkeit des anwendbaren Sachrechts für den Verbraucher
- Senkung von Transaktionskosten der Unternehmen
- Hohes Verbraucherschutzniveau
- Stärkung des Binnenmarktes

Vermeintliche Nachteile insbesondere:
- Große Regelungslücken insbesondere im Stellvertretungs- und Sachenrecht
- Dépeçage anstatt Rechtsvereinheitlichung
- Keine Zweckmäßigkeit insbesondere im Vergleich zur Ausschlusspraxis des UN-Kaufrechts
- Fehlende Warnfunktion für Verbraucher oder gar eine Schlechterstellung